# Horizontina
Horizontina egy község (município) Brazíliában, Rio Grande do Sul állam északnyugati részén. Népességét 2021-ben 19 446 főre becsülték.

## Története
Első lakosai természeti népek voltak. Gyarmatosítása viszonylag későn kezdődött; a Rosa & Logemann cég 1927-ben kapta meg Rio Grande do Sul államtól a Misszió-vidék részét képező földterületet. Az itt létesülő telep neve Colônia Belo Horizonte volt, és dokumentumát 1928. április 10-én jegyezték be a Santo Ângelo-i földhivatalban. A következő évtizedben német, olasz, lengyel telepesek költöztek a kolóniára, és a helyet 1937-ben Santa Rosa kerületévé nyilvánították Belo Horizonte néven. 1939-ben neve Horizonte, majd 1944-ben Horizontina lett. 1954-ben függetlenedett és 1955-ben önálló községgé alakult.

## Leírása
Iparának legfontosabb ága a mezőgazdasági gépek gyártása. 1945-ben alakult meg a Schneider Logemann & Cia (SLC), amely 1965-ben gyártani kezdte az első brazil önjáró betakarítógépet, a John Deere 55-re alapuló SLC 65-A modellt. 1979-ben a John Deere megvásárolta az SLC részvényeinek 20%-át és mezőgazdasági gépeket kezdett gyártani Horizontinában, majd 1999-ben átvette az SLC irányítását, 2001-től pedig minden termék a John Deere márkanevet viseli. Horizontina „motorja” a John Deere: a legnagyobb munkaadó a községben, és a 2010-es években az adók mintegy 80%-át a vállalat szolgáltatta be.